# Etmopterus robinsi
Etmopterus robinsi es una especie de pez de la familia Dalatiidae en el orden de los Squaliformes.

## Morfología
Los machos pueden alcanzar 31 cm de longitud total.

## Reproducción
Es ovovivíparo.

## Hábitat
Es un pez de mar y de aguas profundas que vive entre 400-800 m de profundidad.

## Distribución geográfica
Se encuentra desde el noreste de Florida y el Estrecho de Florida (Estados Unidos) hasta Nicaragua, la Española y el norte de las Antillas Menores.